# Баєр (професія)
Ба́єр (від англ. buyer) — людина, яка формує асортимент магазину. Зважає на сезонні тренди, концепції бутика та передусім — на смаки цільової аудиторії. 

## Характеристика професії
Баєр — професія, яка потребує не лише відмінного смаку, розвинутої інтуїції в бізнесі, а й розуміння багатьох аспектів індустрії моди. Закупівельник модних колекцій повинен уміти аналізувати ринок, працювати з бутиками і магазинами різних форматів, розуміти потреби клієнтів та орієнтуватися на ці знання при виборі моделей для продажу в наступному сезоні. Від баєра залежить, що носитимуть споживачі  в новому сезоні, чи будуть успішними продажі fashion-магазину, на що спиратимуться дизайнери, створюючи нові колекції.

## Історія професії
Найстаріший прототип професії - купець-коробейник. Він часто відвідував заморські держави в пошуках рідкісних товарів. 
Першим баєром називають відомого італійського модельєра Джорджо Армані. Будувати свою кар'єру він починав з посади звичайного продавця одягу в універмазі Мілана.
В Україні баєри з’явилися в 1990-х роках, коли почали розвиватися перші мережеві магазини модної продукції (одягу, взуття, аксесуарів). Спочатку в ролі «модних закупівельників» запрошували виключно західних експертів. Упродовж останнього десятиліття професію баєра освоюють вітчизняні фахівці.

## Необхідні знання, навички та обов’язки баєрів

### Основні вимоги
- володіння іноземними мовами (англійська, італійська);
- досвід роботи у fashion-індустрії;
- вища освіта;
- досвід у закупівлях;
- гарне знання ринку.

### Необхідні навички
- прогнозування й аналіз теперішнього попиту;
- планування продажів;
- тренінги для команди магазину;
- аналіз статистики продажів.

### Обов’язки баєра
- аналіз попередніх сезонів і нових колекцій;
- спілкування з дизайнерами, постачальниками і виробниками;
- пошук джерел закупок;
- ведення переговорів;
- вибір фабрик, участь у закупівлях;
- розробка й оптимізація асортименту на сезон;
- відвідування виставок, показів і шоу-румів;
- відрядження за кордон.

## Як стати баєром одягу
Вузи України  не пропонують освітні програми за цією спеціальністю. Найчастіше баєрами є власники компаній-рітейлерів, які розраховують на власний смак і попити клієнтів. Із часом до позиції баєра можуть «дорости» особисті асистенти, досвідчені продавці чи маркетологи компанії, які супроводжують керівників у сезон закупівель.
За кордоном баєр — це важлива професія, якої навчають у вузах і яка має теоретичну підготовку. Рішення про закупівлю колекції професіональний байєр приймає на основі сукупності багатьох різних факторів і після точних підрахунків. Успішність роботи fashion-магазину залежить від професіоналізму спеціаліста з питань закупівель. Неправильне рішення баєра може серйозно вплинути на дохідність бізнесу, тому великі світові рітейлери співпрацюють тільки з дипломованими байєрами, зводячи ризики до мінімуму.  
```
Здобути освіту баєра можна на: 
```

- літньому курсі «Fashion Buying» в Istituto Marangoni[2]
- магістерському курсі «Fashion Business & Buying» в Istituto Marangoni[3]
- магістерському курсі «Fashion Merchandising» в Polimoda International Institute[4].